# Je joue de la musique
Singles de Calogero
J'ai le droit aussi
(2015) On se sait par cœur
(2017)
Je joue de la musique est une chanson de Calogero parue sur l'album Liberté chérie le 28 avril 2017. Elle est écrite par Marie Bastide et Calogero, et composée par Calogero.
Le single est certifié disque d'or en France.

## Classements
| Classement                              | Meilleure position |
| --------------------------------------- | ------------------ |
| Belgique (Wallonie Ultratop 50 Singles) | 7                  |
| Belgique (Flandre Ultratop 50 Singles)  | 50                 |
| France (SNEP)                           | 2                  |
| Pays-Bas (Nederlandse Top 40)           | 1                  |
| Suisse (Schweizer Hitparade)            | 66                 |